# Het Rode Antwoord

De ligging van Cambodja in Azië.

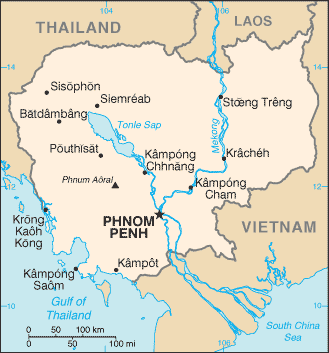
Een overzichtskaart van Cambodja.

Het Rode Antwoord is een spionageroman van auteur Gérard de Villiers en het 102e deel uit de S.A.S.-reeks met als protagonist de Oostenrijkse prins en freelance CIA-agent Malko Linge.

## Het verhaal
De Verenigde Staten stelt alles in het werk om de vrede in Cambodja te herstellen en te voorkomen dat de Rode Khmer weer aan de macht komt. Deze militaire tak van de communistische partij was verantwoordelijk voor ongeveer 2 miljoen doden ten tijde van het schrikbewind van de partij tussen 1975 en 1979.
De Chinezen bedenken een plan om de communistische partij weer in het zadel te krijgen. Dit plan, met de naam “Het Rode Antwoord”, behelst de volledige isolatie van het land met het buitenland - met uitzondering van China - en de eliminatie van alle elementen die een belemmering vormen voor de doelstellingen van de communistische partij.
Malko vertrekt in opdracht van de CIA naar Phnom Penh om deze plannen te dwarsbomen. Daar aangekomen treft hij echter zijn informant dood aan met twee lange naalden in zijn hersenpan.

## Personages
- Malko Linge, een Oostenrijkse prins en CIA-agent;